# Livelli di allerta vulcanica
I livelli di allerta vulcanica si utilizzano per segnalare sinteticamente, attraverso un colore o un termine, le eventuali condizioni di perturbazione (unrest) geochimica e geofisica    che potrebbero caratterizzare un distretto vulcanico o un apparato in particolare. Le valutazioni sul colore o i passaggi di colore, sono frutto di osservazioni e comparazione e discussioni fra gli organi preposti. Tra questi annoveriamo i centri di competenza che forniscono notizie scientifiche e dati, anche se poi sarà la commissione grandi rischi per il rischio vulcanico a pronunciarsi sul livello di allerta da assegnare in quel momento al vulcano in esame. La Presidenza del Consiglio dei Ministri supportata dal dipartimento della protezione civile, garantisce il coordinamento dei consessi di esperti e poi, acquisita la notizia scientifica del livello di allerta raggiunto, deciderà sulla fase operativa da decretare nella zona rossa che contorna il vulcano.

## Livelli di allerta
Usando una schematizzazione di tipo semaforica, adottata anche dalla protezione civile italiana, si distinguono quattro livelli di allerta caratterizzati da un colore: verde, giallo, arancione e rosso .
1. Il livello di allerta base (verde), è quello che generalmente contraddistingue lo stato di quiete del vulcano. In questa fase la possibilità che il vulcano erutti è bassa ma non assente.
2. Il livello di allerta attenzione (giallo), indica che alcuni parametri geofisici e geochimici presentano anomalie o concatenamenti al rialzo impossibili da decifrare, e per tale motivo potrebbe essere necessario accentuare le attività di monitoraggio del vulcano.
3. Il livello di allerta preallarme (arancione), contrassegna un'ulteriore variazione dei parametri controllati del vulcano verso una condizione di unrest limite.
4. Il livello di allerta allarme (rosso), indica che tutti i parametri fino a quel momento monitorati, lasciano ritenere che sono in corso dinamiche pre eruttive. L’eruzione  è molto probabile che avvenga.

### Classificazione neozelandese
In Nuova Zelanda è implementato un sistema di allerta suddiviso in 6 livelli, numerati da 0 a 5 
0: Quiete vulcanica (No volcanic unrest)
1: segni di attività vulcanica (Minor volcanic unrest)
2: attività vulcanica da moderata ad evidente (Moderate to heightened volcanic unrest)
3: piccole eruzioni (Minor volcanic eruption)
4: eruzioni modeste (Moderate volcanic eruption)
5: eruzioni vulcaniche di maggior entità (Major volcanic eruption)

## Utilizzo dei livelli di allerta
I livelli di allerta vulcanica segnalano una eventuale progressione delle dinamiche interne di un vulcano  verso l'eruzione, a prescindere dalla tipologia eruttiva che non è possibile individuare in anticipo almeno per quei vulcani che annoverano nella loro storia eventi eruttivi molto diversi fra loro.  Infatti, il sistema di allerta neozelandese si differenzia dal nostro perché include specifiche sull’intensità eruttiva che non è possibile cogliere dai valori strumentali. In altre parole, in Nuova Zelanda il concetto di allerta viene mantenuto anche durante l’eruzione, e quindi è possibile classificarla a posteriori osservando le dimensioni del fenomeno. 
Un ulteriore elemento da tenere in debita considerazione, è che il passaggio di stato da un livello di allerta all'altro non ha logiche progressive temporali di taglio aritmetico. In altre parole  un livello di allerta vulcanica può permanere per anni oppure per un periodo talmente breve da saltare letteralmente un "colore".  I livelli di allerta possono anche caratterizzarsi per una decrescita, che in genere è piuttosto lenta. Il vulcano dei Campi Flegrei è in una condizione di allerta gialla (attenzione) che dura dal 2012. Il Vesuvio invece, permane nei suoi valori di base (verde).
Nel valutare questi livelli occorre anche considerare l'indeterminatezza che regola la materia della previsione vulcanica: tutte le stime eruttive ad oggetto la previsione corta del fenomeno infatti, sono di taglio probabilistico, e in nessun caso possono raggiungere valori deterministici che sono dati  solo dalla effettiva ripresa eruttiva. I rischi previsionali allora, possono comprendere il mancato allarme e il falso allarme.  
I livelli di allerta caratterizzano quindi lo stato geochimico e geofisico di un vulcano. Analizzando i parametri monitorati dai centri di sorveglianza, gli esperti stimano la condizione degli equilibri interni al distretto vulcanico, anche se la tipologia eruttiva rimarrà anch'essa un valore probabilistico. Dove sussistono problematiche per la popolazione, i livelli di allerta vulcanica daranno origine ad altrettante valutazioni (fasi) che portano il sistema di difesa civile ad assumere una serie di iniziative non esclusa all'occorrenza l'evacuazione totale dei territori a rischio (zona rossa).  

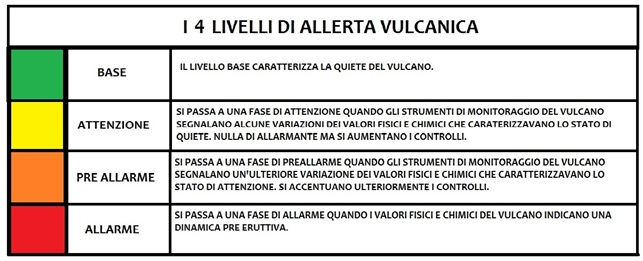
Tavola ad oggetto i livelli di allerta vulcanica utilizzati in Italia.

I piani di emergenza che si elaborano per proteggere i residenti delle zone rosse, spesso includono un piano di evacuazione. Molto dipende dalla storia eruttiva del vulcano in esame, e dall'eruzione di riferimento adottata per circoscrivere le zone a rischio (zona rossa): partendo da questi due dati, si elaborano i piani di salvaguardia. Il rischio vulcanico dipende in prima battuta dal tipo di eruzione attesa e dalla quantizzazione del valore esposto alle fenomenologie vulcaniche.  Un vulcano collocato al centro di un deserto ad esempio, rappresenta, in assenza di popolazione, un pericolo ma non un rischio. Di contro, un vulcano come il Vesuvio ma anche i Campi Flegrei, sono straordinariamente rischiosi perché possono produrre eruzioni esplosive in un contesto territoriale metropolitano che conta circa 3.000.000 di abitanti. In questi due casi allora, atteso che sussiste il pericolo che si formino colate piroclastiche, il piano di evacuazione è esso stesso piano di emergenza, perché non ci sono altri pericoli da valutare o strategie difensive diverse dall'evacuazione preventiva. 